# Линдблом, Густаф
Густаф "Топси" Линдблом (швед. Gustaf "Topsy" Lindblom; 3 декабря 1891, Кристинехамн — 26 апреля 1960, Стокгольм) — шведский легкоатлет, который специализировался в тройном прыжке. 
Олимпийский чемпион 1912 года с результатом 14,76 м. 
Серебряный призёр чемпионата Швеции 1909 года, победитель чемпионата 1912 года. 
После завершения спортивной карьеры был главным редактором газеты «Idrottsbladet» (в 1915 — 1934 годах). В 1940 году был менеджером боксёра Олле Тандберга.
Своё прозвище "Топси" получил в честь сбежавшего из цирка слона, в поисках и поимке которого он участвовал.